# Zingiber densissimum
Zingiber densissimum là một loài thực vật có hoa trong họ Gừng. Loài này được Tong Shao Quan (童绍全, Đồng Thiệu Toàn) và Xia Yong Mei (夏永梅, Hạ Vĩnh Mai) miêu tả khoa học đầu tiên năm 1987. Tên gọi trong tiếng Trung là 多毛姜 (đa mao khương), nghĩa là gừng nhiều lông.

## Mẫu định danh
Mẫu định danh: Tong S.Q. & Xia Y.M. 24998; thu thập ngày 7 tháng 10 năm 1986 ở cao độ 1.400 m, tọa độ khoảng 21°58′0″B 100°28′1″Đ / 21,96667°B 100,46694°Đ, huyện Mãnh Hải, châu Tây Song Bản Nạp, tỉnh Vân Nam, Trung Quốc. Mẫu holotype được lưu giữ tại Vườn Thực vật Nhiệt đới Tây Song Bản Nạp (HITBC), mẫu isotype được lưu giữ tại Viện Thực vật Côn Minh (KUN).

## Từ nguyên
Tính từ định danh densissimum (giống đực: densissimus, giống cái: densissima) là tiếng Latinh, nghĩa là rậm nhất, rất rậm, rất chen chúc, rất dày đặc; ở đây để nói tới mặt dưới phiến lá rất rậm lông nhung của loài này. 

## Phân bố
Loài này có tại tây nam Trung Quốc (cực nam tỉnh Vân Nam), miền bắc Lào (tỉnh Xiengkhuang) và Thái Lan (các tỉnh Chiang Mai, Mae Hong Son, Phitsanulok) cũng như tại miền trung Myanmar (vùng Mandalay). Môi trường sống là rừng hỗn hợp, ở cao độ 700-1.900 m.

## Phân loại
Z. densissimum thuôc tổ Cryptanthium.

## Mô tả
Thân giả cao 40-70 cm, đường kính 0,8-1,2 cm. Lá tụ tập ở đỉnh thân giả; bẹ lá có lông nhung màu trắng bạc; lưỡi bẹ 2 thùy, các thùy thuôn tròn, dài 0,6-1(-2) cm, rậm lông nhung màu trắng bạc; cuống lá 2-5 cm, rậm lông nhung màu trắng bạc, đáy phồng thành khớp; phiến lá hình mác hoặc hình mác hẹp, 22-47 × 4-9 cm, mặt gần trục nhẵn nhụi, mặt xa trục rất rậm lông nhung màu trắng bạc, đáy hình nêm hoặc thon nhỏ dần, đỉnh nhọn thon ngắn. Cụm hoa 1-3, mọc từ thân rễ, nhạt màu hoặc màu đỏ nhạt ở đỉnh; cành hoa bông thóc hình trứng hẹp hoặc hình trứng, 4,5-5 × 3,4-4,5 cm; cuống cụm hoa thanh mảnh, chìm trong lòng đất, dài 3-13 cm, vảy nhạt màu có lông tơ; lá bắc màu đỏ ở đỉnh, đỉnh có mấu nhọn, lá bắc ngoài hình elip rộng, 3,8-4,2 × 2,6-2,8 cm, lá bắc trong hình elip hoặc hình elip hẹp, 3,8-4,1 × 1,4-2,3 cm; lá bắc con 2,4-2,6 cm × 4-6 mm, có lông nhung màu trắng bạc, chẻ một bên tới đáy, đỉnh nguyên. Hoa màu trắng. Đài hoa hình ống, 1,3-1,5 × 0,4-0,5 cm, có lông nhung màu trắng bạc, đỉnh 3 răng không đều. Ống tràng hoa 4,5-5 cm, đường kính ~3 mm, nhẵn nhụi; các thùy hình mác, không đều, nhẵn nhụi; thùy giữa hình mác, 2,8–3,1 × 0,8–1 cm; các thùy bên hình mác hẹp, 2,2–2,5 × 0,5–0,6 cm. Cánh môi hình quạt, nhẵn nhụi; thùy giữa hình trứng ngược rộng, 2,5-3 × 2-2,5 cm, đỉnh lõm rõ nét, có khía răng cưa; các thùy bên (nhị lép bên) hẹp hơn thùy giữa, hình trứng ngược hẹp, 2-2,4 × 1-1,2 cm. Nhị dài ~2,5 cm, nhẵn nhụi; chỉ nhị dài ~2 mm, nhẵn nhụi; bao phấn màu vàng, mô vỏ dài ~1,3 cm; phần phụ kết nối dài ~9 mm, màu vàng. Bầu nhụy màu trắng, có lông nhung màu trắng bạc. Vòi nhụy nhẵn nhụi; đầu nhụy có lông rung; tuyến trên bầu thẳng, dài ~3 mm. Quả nang non hình trứng 3 góc, ~3 × 2 cm, nhạt màu, có lông nhung màu trắng bạc, với đài bền có lông tơ trắng dài che phủ ở đỉnh. Hạt nhạt màu, hình gần trứng ngược, dài ~3 mm; áo hạt dạng màng, màu trắng. Ra hoa tháng 7.
Z. densissimum giống với Z. orbiculatum ở chỗ có hoa màu trắng, nhưng khác ở chỗ lá tụ tập trên đỉnh thân giả, có cuống, mặt dưới phiến lá rất rậm lông nhung màu trắng bạc, lưỡi bẹ 2 thùy rõ nét, cuống cụm hoa dài tới 13 cm, thùy giữa cánh môi hình trứng ngược rộng với đỉnh lõm rõ nét.